# Adolf Lindstrøm
Pour les articles homonymes, voir Lindstrøm.
Adolf Henrik Lindstrøm, né le 17 mai 1866 à Hammerfest et mort le 21 septembre 1939 à Oslo, est un cuisinier et explorateur norvégien.
Lindstrøm participe à l'expédition d'Otto Sverdrup sur le Fram (1898-1902), puis à l'expédition Gjøa de Roald Amundsen (1903-1906) et l'expédition Amundsen au pôle Sud (1910-1912). Il prend également part à une expédition en Sibérie (1914-1916).

## Distinctions
Il est fait chevalier de l'Ordre de Saint-Olaf en 1906.